# Cedric Price
Cedric Price (11 de septiembre de 1934 – 10 de agosto de 2003) fue un arquitecto inglés, así como un influente profesor y escritor de arquitectura.
Hijo de arquitecto, Price nació en Stone, Staffordshire, Inglaterra, y estudió arquitectura en la Universidad de Cambridge (St. John's College - graduándose en 1955) y la Architectural Association School of Architecture en Londres, donde conoció y se vio influenciado por el arquitecto modernista y urbanista Arthur Korn.
De 1958 a 1964 trabajó como profesor a tiempo parcial en la AA (Architectural Association) y en el Council of Industrial Design. Posteriormente fundó Polyark, una red de escuelas de arquitectura.
Como arquitecto, se asoció con Maxwell Fry y Denys Lasdun antes de empezar su propio trabajo en 1960, trabajando con Lord Snowdon y Frank Newby en el diseño del Aviario del Zoo de Londres (1961). Posteriormente también trabajó con Buckminster Fuller en la cúpula de Claverton.

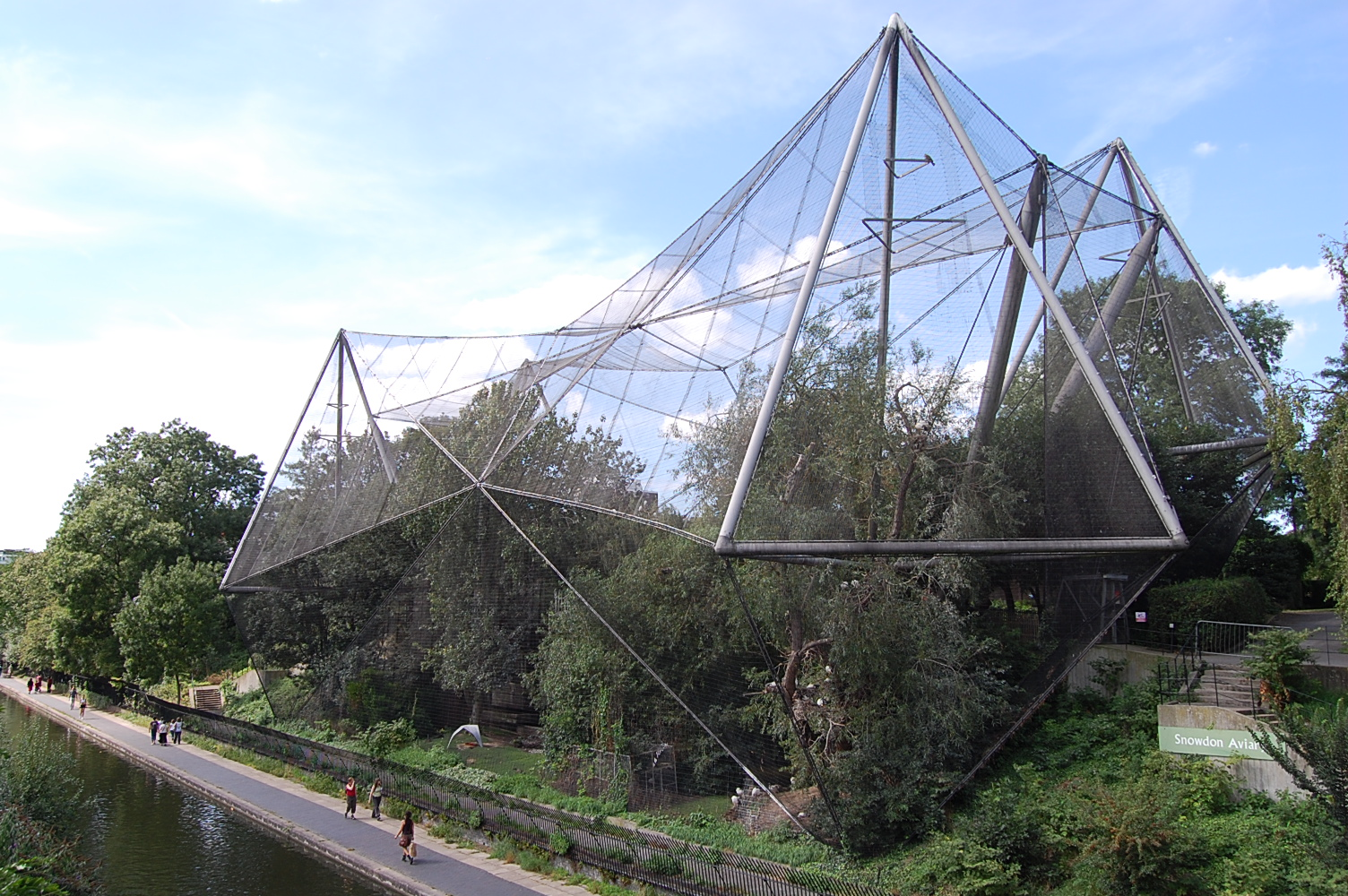
Aviario del Zoo de Londres (1961).

Uno de sus proyectos más famosos fue el Fun Palace (1961), desarrollado junto al director de teatro Joan Littlewood. Aunque nunca llegó a construirse, su espacio flexible influenció a otros arquitectos, especialmente Richard Rogers y Renzo Piano cuyo Centro Georges Pompidou en París desarrolló muchas de las ideas de Price, algunas de cuales Price aplicó a una escala más modesta en el Inter-Action Centre en Kentish Town (norte de Londres) en 1971.
Respecto al Fun Palace, la crítica de arquitectura Ethel Baraona escribió:
El Fun Palace se adelantó a su tiempo al mostrar un interés y apoyarse ampliamente en las nuevas tecnologías [...]  El Fun Palace era un homenaje a la cultura de lo efímero, una enorme máquina para las fuerzas creativas por el que Littlewood y Price trabajaron largos años sin éxito.
Habiendo desarrollado la idea de usar la arquitectura y la educación como medio para dirigir el desarrollo económico -notablemente en el área de Stoke-on-Trent (Staffordshire) con el proyecto Potteries Thinkbelt- continuó contribuyendo en debates de planeamiento. En 1969, junto al urbanista Peter Hall y el editor de la revista New Society Paul Barker, publicó Non-plan, un trabajo desafiante al planeamiento ortodoxo.
En 1984 Price propuso el desarrollo de South Bank (Londres), y se anticipó al London Eye sugiriendo que una gigantesca noria debería construirse en el río Támesis.
Pareja de la actriz Eleanor Bron, falleció en Londres el 10 de agosto de 2003 a los 68 años de edad.